# Leptostylopsis planidorsus
Leptostylopsis planidorsus är en skalbaggsart som först beskrevs av Leconte 1873.  Leptostylopsis planidorsus ingår i släktet Leptostylopsis och familjen långhorningar. Inga underarter finns listade i Catalogue of Life.